# Nazionale maschile di pallamano della Slovenia
La nazionale di pallamano maschile della Slovenia è la rappresentativa pallamanistica maschile della Slovenia ed è posta sotto l'egida della Federazione slovena di pallamano (Rokometna zveza Slovenije) e rappresenta il paese nelle varie competizioni ufficiali o amichevoli riservate a squadre nazionali.
La Slovenia è una nazionale di recente formazione, a seguito dell'ottenuta indipendenza dall'estinta Jugoslavia nel 1992. Pur non avendo mai vinto alcuna competizione si è velocemente affermata come movimento di buon livello, toccando il suo apice con la finale dell'Europeo del 2004.

## Palmarès

### Europei
- (2004)

### Competizioni principali
- 1992: non qualificata
- 1996: non qualificata
- 2000: 8º posto
- 2004: 11º posto
- 2008: non qualificata
- 2012: non qualificata
- 2016: 6º posto
- 2024: 4º posto

- 1993: non qualificata
- 1995: 18º posto
- 1997: non qualificata
- 1999: non qualificata
- 2001: 17º posto
- 2003: 11º posto
- 2005: 12º posto
- 2007: 10º posto
- 2009: non qualificata
- 2011: non qualificata
- 2013: 4º posto
- 2015: 8º posto
- 2017:  3º posto
- 2019: non qualificata
- 2021: 9º posto
- 2023: 10º posto

- 1994: 10º posto
- 1996: 11º posto
- 1998: non qualificata
- 2000: 5º posto
- 2002: 12º posto
- 2004:  2º posto
- 2006: 8º posto
- 2008: 10º posto
- 2010: 11º posto
- 2012: 6º posto
- 2014: non qualificata
- 2016: 14º posto
- 2018: 8º posto

## Rosa
Di seguito la squadra che ha partecipato a Euro 2020
Tutte le statistiche aggiornate al 21 gennaio 2020.
Head coach: Ljubomir Vranjes
| N. | Pos. | Nome             | Data di nascita (età) | Altezza | Pres. | Reti | Squadra               |
| -- | ---- | ---------------- | --------------------- | ------- | ----- | ---- | --------------------- |
| 3  | P    | Blaž Blagotinšek | 17 gennaio 1994       | 2.02 m  | 86    | 145  | Telekom Veszprém      |
| 5  | LB   | Nik Henigman     | 4 dicembre 1995       | 2.00 m  | 47    | 66   | MOL-Pick Szeged       |
| 6  | RW   | Gašper Marguč    | 20 agosto 1990        | 1.81 m  | 108   | 368  | Telekom Veszprém      |
| 7  | RB   | Vid Kavtičnik    | 24 maggio 1984        | 1.91 m  | 197   | 543  | Pays d’Aix UC         |
| 8  | RW   | Blaž Janc        | 20 novembre 1996      | 1.87 m  | 61    | 200  | PGE Vive Kielce       |
| 11 | RB   | Jure Dolenec     | 6 dicembre 1988       | 1.91 m  | 142   | 510  | Barcelona             |
| 13 | LW   | Darko Cingesar   | 25 luglio 1990        | 1.87 m  | 73    | 122  | Pays d’Aix UC         |
| 17 | RB   | Nejc Cehte       | 4 settembre 1992      | 1.96 m  | 25    | 38   | TSV Hannover-Burgdorf |
| 20 | LW   | Tilen Kodrin     | 14 maggio 1994        | 1.92 m  | 41    | 57   | Celje Pivovarna Laško |
| 23 | CB   | Miha Zarabec     | 12 ottobre 1991       | 1.77 m  | 61    | 151  | THW Kiel              |
| 24 | RW   | Mario Šoštarič   | 25 novembre 1992      | 1.93 m  | 33    | 66   | MOL-Pick Szeged       |
| 26 | GK   | Klemen Ferlin    | 26 giugno 1989        | 1.91 m  | 34    | 1    | Celje Pivovarna Laško |
| 27 | P    | Kristjan Horžen  | 8 dicembre 1999       | 1.92 m  | 7     | 5    | Celje Pivovarna Laško |
| 33 | P    | Igor Žabič       | 15 agosto 1992        | 2.01 m  | 31    | 38   | Wisła Płock           |
| 34 | CB   | Rok Ovniček      | 29 gennaio 1995       | 1.84 m  | 20    | 20   | HBC Nantes            |
| 44 | CB   | Dean Bombač      | 4 aprile 1989         | 1.90 m  | 86    | 161  | MOL-Pick Szeged       |
| 51 | LB   | Borut Mačkovšek  | 11 settembre 1992     | 2.03 m  | 105   | 248  | Telekom Veszprém      |
| 99 | GK   | Urh Kastelic     | 27 febbraio 1996      | 2.01 m  | 40    | 5    | Frisch Auf Göppingen  |